# Mistrzostwa Europy w Wioślarstwie 1931
32. Mistrzostwa Europy w Wioślarstwie odbyły się w dniach 14–16 sierpnia 1931 r. we francuskim Paryżu (po raz 4. w historii). Zawodnicy rywalizowali w 7 konkurencjach wioślarskich na przepływającej przez miasto rzece Sekwanie na terenie gminy Suresnes. 

## Medaliści
| Konkurencja                 | Złoto | Srebro | Brąz | Źródło      |
| --------------------------- | --- | --- | --- | ----------- |
| M1x (jedynka)               | Édouard Candeveau | Enrico Mariani | Vincent Saurin | [ 2 ]       |
| M2x (dwójka podwójna)       | Szwajcaria Helmut von Bidder · Hans Hottinger | Węgry Béla Szendey · Andras Szendey | Włochy Michelangelo Bernasconi · Enrico Mariani | [ 3 ]       |
| M2- (dwójka bez sternika)   | Holandia Pieter Roelofsen · Godfried Roëll | Włochy Rino Galeazzi · Vittorio Lucchini | Francja Edgard Chassaing · Robert Lefèvre | [ 4 ]       |
| M2+ (dwójka ze sternikiem)  | Francja Ansèlme Brusa · André Giriat · Pierre Brunet (sternik) | Włochy Romeo Sisti · Zemiro Siboni · Guido Spernazzati (sternik) | Szwajcaria Marcel Heitsch · Erwin Allemann · Julien Cotts (sternik)                                                                                  | [ 5 ] [ 6 ] |
| M4- (czwórka bez sternika)  | Szwajcaria Gustav Wachtel · Paul Wachtel · Ernst Bühler · Willy Müller                                                                                                | Polska Henryk Budziński · Zbigniew Kasprzak · Kazimierz Nowakowski · Jan Krenz-Mikołajczak                                                                                | Holandia P.S. Heerema · R.E.J. Weber · W.E.F. Winckel · G. Slotboom                                                                                  | [ 7 ]       |
| M4+ (czwórka ze sternikiem) | Włochy Antonio Garzoni Provenzani · Francesco Cossu · Giliante D’Este · Antonio Ghiardello · Emilio Gerolimini (sternik)                                              | Dania Aage Hansen · Christian Olsen · Walther Christiansen · Richard Olsen · Poul Richardt (sternik)                                                                      | Szwajcaria Karl Schöchlin · Hans Schöchlin · Paul Käser · Hans Niklaus · Antoine Mambretti (sternik)                                                 | [ 8 ]       |
| M8+ (ósemka)                | Francja Albert Bonzano · Jean Tarcher · Maurice Pernin · Daniel Guilbert · Charles Luraud · Jean Cottez · Louis Devillié · Émile Lecuirot · André Blondiaux (sternik) | Włochy Vittorio Cioni · Enrico Garzelli · Guglielmo del Bimbo · Dino Barsotti · Renato Bracci · Eugenio Nenci · Mario Balleri · Renato Barbieri · Cesare Milani (sternik) | Węgry Pál Domonkos · Károly Gyurkóczy · Kornél Klima · László Bartók · Béla Blum · Hugó Ballya · László Szabó · Zoltán Török · Béla Zoltán (sternik) | [ 9 ] [ 6 ] |

## Klasyfikacja medalowa
| Miejsce | Reprezentacja | Złoto | Srebro | Brąz | Razem |
| ------- | ------------- | ----- | ------ | ---- | ----- |
| 1.      | Szwajcaria    | 3     | 0      | 2    | 5     |
| 2.      | Francja       | 2     | 0      | 2    | 4     |
| 3.      | Włochy        | 1     | 4      | 1    | 6     |
| 4.      | Holandia      | 1     | 0      | 1    | 2     |
| 5.      | Węgry         | 0     | 1      | 1    | 2     |
| 6.      | Dania         | 0     | 1      | 0    | 1     |
| 6.      | Polska        | 0     | 1      | 0    | 1     |
| Razem   | Razem         | 7     | 7      | 7    | 21    |